# Stacja Polarna im. Stanisława Baranowskiego na Spitsbergenie
Stacja Polarna im. Stanisława Baranowskiego Uniwersytetu Wrocławskiego na Spitsbergenie – polska stacja polarna, założona przy morenie bocznej Lodowca Werenskiolda na zachodnim Spitsbergenie. Stacja powstała w 1971 roku z inicjatywy dr Stanisława Baranowskiego. Służy jako baza wypraw geograficznych Uniwersytetu Wrocławskiego, w ramach których Instytut Geografii i Rozwoju Regionalnego UWr. wraz ze współpracującymi z nim ośrodkami prowadzi badania klimatologiczne, geomorfologiczne, glacjologiczne, geologiczne i in. na Lodowcu Werenskiolda i w jego okolicach.

## Nazwa
Stacja Polarna im. Stanisława Baranowskiego Uniwersytetu Wrocławskiego nazywana jest potocznie Baranówką, od nazwiska wrocławskiego polarnika i inicjatora budowy obiektu dr Stanisława Baranowskiego (ur. 25 marca 1935 w Gdyni, zm. 27 sierpnia 1978 w Bytomiu). Z uwagi na pomyłki podczas wywoływania pracowników stacji przez radio - w obrębie oddalonej o 15 km Polskiej Stacji Polarnej Hornsund funkcjonuje budynek określany jako "Banachówka" - powszechnie używa się także nazwy Werenhus. Wyraz ten jest spolszczeniem norweskiego słowa Væren - gwiazdozbiór Barana (norw. hus - dom).

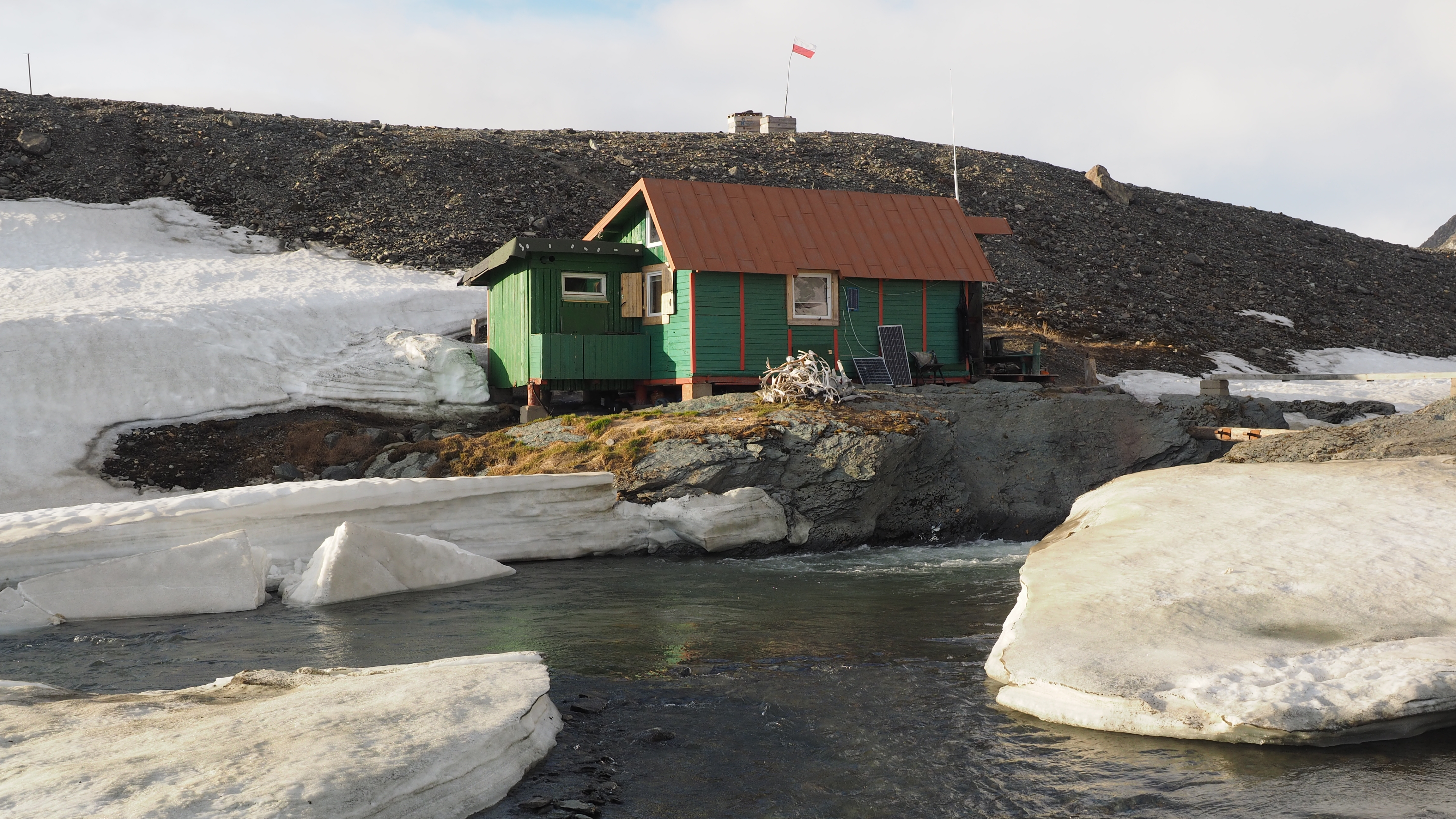
Koniec czerwca przy Baranówce

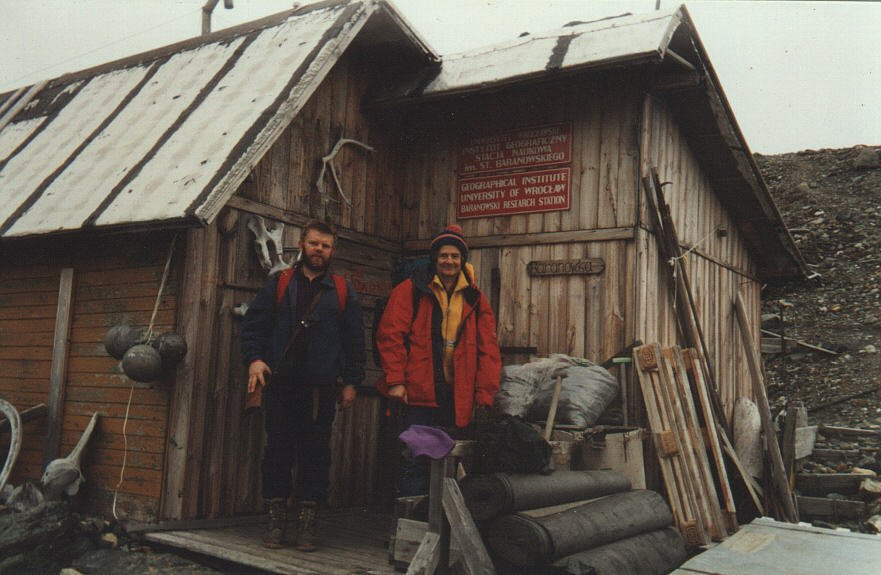
stacja w 1995

## Położenie stacji
Stacja badawcza znajduje się na Ziemi Wedela Jarlsberga, na zachodnim wybrzeżu Spitsbergenu, największej wyspy archipelagu Svalbardu. Budynek stacji został ulokowany na litym podłożu wychodni skalnej, tuż pod wałem moreny bocznej lodowca Werenskiolda. Miejsce to jest oddalone 550 m od brzegu morskiego i wyniesione ok. 15 m n.p.m. Obok budynku przepływa potok Brattegg, który na wysokości stacji, w niewielkim przełomie rzecznym, tworzy ok. 2,5-metrowej wysokości wodospad. Stacja mieści się na bezludnym terenie powołanego w 1973 r. norweskiego parku narodowego Sør-Spitsbergen nasjonalpark. Najbliższym, stale zamieszkanym miejscem jest oddalona 15 km w kierunku południowym Polska Stacja Polarna im. Stanisława Siedleckiego nad fiordem Hornsund.

## Historia i budowa stacji
Historia stacji jest nierozerwalnie związana z działalnością wrocławskich naukowców na Spitsbergenie, głównie prof. Alfreda Jahna, prof. Aleksandra Kosiby i doc. Stanisława Baranowskiego. Wszyscy wymienieni badacze tworzyli i realizowali programy naukowe podczas wypraw polarnych na Spitsbergen w ramach III Międzynarodowego Roku Geofizycznego w latach 1957-1960. Profesorowie A. Jahn i A. Kosiba, wywodzący się z Uniwersytetu Jana Kazimierza we Lwowie i mający za sobą nauki u prof. Henryka Arctowskiego oraz doświadczenia z wyprawy na Grenlandię (Kosiba dwukrotnie), byli liderami grup badawczych, odpowiednio geomorfologicznej i glacjologiczno-klimatologicznej. Stanisław Baranowski wziął natomiast udział w pierwszym, historycznym zimowaniu w Polskiej Stacji Polarnej w Hornsundzie. Już w tamtym okresie letnie grupy badawcze, w których przeważali badacze z ówczesnego Instytutu Geograficznego Uniwersytetu Wrocławskiego  –  w grupie glacjologiczno-klimatologicznej: Aleksander Kosiba (wszystkie 4 wyprawy letnie) Stanisław Baranowski (zimowanie i wszystkie 4 wyprawy letnie), Gabriel Wójcik (1957, 1958, 1959), Stefan Reichart (1959), Jarema Rdułtowski (1958, 1959, 1960), Stanisław Warzecha (1957), Jan Romer (1958); w grupie geomorfologicznej: Alfred Jahn (1957, 1958), Stanisław Szczepankiewicz (1957, 1959), Hieronim Piasecki (1958), Janusz Czerwiński (1959). Stanisław Baranowski w 1962 roku uczestniczył w wyprawie angielskiej na Spitsbergen – intensywnie eksplorowały powierzchnię lodowca Werenskiolda i jego okolice. Zainteresowanie lodowcem Werenskiolda wynikało m.in. z faktu jego odmienności od lodowca Hansa znajdującego się najbliżej Polskiej Stacji Polarnej. Jego czoło, w odróżnieniu od czoła lodowca Hansa, nie kończy się w zatoce morskiej i na lądzie wytworzył on pokaźnych rozmiarów morenę końcową. Dodatkowo w rejonie tym można łatwo obserwować zjawiska termokrasowe i badać wypływy wód glacjalnych. Ten perspektywiczny do dalszych badań obszar stał się celem kolejnego etapu wrocławskich badań, który miał miejsce w sezonach letnich 1970–1974. Inicjatorami tych przedsięwzięć, realizowanych jako ogólnopolskie i współorganizowane przez ówczesny Zakład Geofizyki PAN z Warszawy, byli prof. dr hab. Alfred Jahn oraz dr Stanisław Baranowski. Kierownikiem czterech ekspedycji (1970, 1971, 1973, 1974) był Stanisław Baranowski. Z Instytutu Geograficznego Uniwersytetu Wrocławskiego brali w nich udział: Andrzej Martini (1970), Adolf Szponar (1970), Bronisław Głowicki (1970, 1971), Marian Pulina (1972, 1973), Jacek Jania (1972), Jerzy Pereyma (1972,1973), Jacek Piasecki (1972), Jerzy Bieroński (1972, 1974), Jan Klementowski (1974), Janusz Szajna (1974), Katarzyna Jankowska-Lucerska (1974). W kolejnej wyprawie letniej 1975, organizowanej przez Instytut Geofizyki PAN z Warszawy wzięli udział Magdalena Morawska i Jerzy Sacewicz, klimatolodzy z Wrocławia.
Budynek Stacji Uniwersytetu Wrocławskiego powstał w 1971 r. poniżej miejsca na morenie bocznej lodowca Werenskiolda, gdzie w 1970 r. założono stację meteorologiczną. Wcześniej stacjami bazowymi wypraw glacjologicznych w tym rejonie były obozy namiotowe przy dolnej granicy pola firnowego Werenskiolda (na lodowcu, ok. 380 m n.p.m.) oraz na przedpolu lodowca. Budynek został złożony z drewnianych, gotowych elementów, które przygotowano wcześniej we Wrocławiu i przewieziono na Spitsbergen statkiem "Jan Turlejski", należącym do Wyższej Szkoły Morskiej w Gdyni. Inicjatorem budowy obiektu był Stanisław Baranowski, a jego projekt przygotowała architekt Krystyna Baranowska (żona).
Elementy budynku przetransportowano na miejsce budowy łodziami płaskodennymi z Zatoki Hytte do Zatoki Nothingham i ujścia rzeki Brattegg, co dziś nie byłoby już możliwe z uwagi na spłycenie zatoki. Następnie ładunek przemieszczono przy pomocy motocykla, wózka ręcznego, samochodu GAZ oraz siły ludzkich mięśni. Budowniczymi stacji byli Stanisław Baranowski, Bronisław Głowicki oraz Jan Szymański. W transporcie i budowie pomagali aktywnie geomorfolodzy: Stefan Kozarski (UAM) i Jerzy Cegła (UWr.) oraz geofizycy: Ryszard Czajkowski, Jan Uchman i Jerzy Wehr (IGF PAN). Pierwszy moduł stacji o powierzchni 4 m² wzniesiono w 12 godzin. Pod koniec ekspedycji trwającej 3,5 miesiąca stacja liczyła powierzchnię 28 m². Do ocieplenia podłogi użyto słomianych mat, służących pierwotnie do eksperymentu polowego. Stacja została uszczelniona, a jej dach pokryty papą w 1972 r. przez Jerzego Pereymę i Jacka Piaseckiego (UWr), wspomaganych przez Mariana Pulinę, Jerzego Bierońskiego i Jacka Janię.
Rok 1973 przyniósł zmiany konstrukcyjne stacji. Do istniejącej bryły dobudowano pomieszczenie sauny (obecnie magazyn żywnościowy i łazienka). Ściany zewnętrzne ocieplono płytami pilśniowymi, we wnętrzu zainstalowano norweską kuchenkę z piekarnikiem oraz 60-litrowy bojler wodny. Budynek pomalowano też zieloną farbą i kolor ten stał się elementem charakterystycznym wrocławskiej bazy. Prace te prowadzili Stanisław Baranowski, Jan Szymański, Kazimierz Pękala, Jerzy Pereyma i Marian Pulina. W 1974 r. obok stacji wzniesiono domek gospodarczy pełniący funkcję agregatorni. Prace konstrukcyjne prowadzili Janusz Szajna, Stanisław Baranowski, Jan Klementowski, Katarzyna Jankowska i Jerzy Bieroński.
W 1978 r. naprzeciwko okien stacji, na południowym brzegu potoku Brattegg, klimatolodzy Jerzy Pereyma i Józef Libersbach usypali symboliczny kopczyk kamienny ku pamięci Stanisława Baranowskiego, który zmarł 27 sierpnia tego roku nie odzyskawszy świadomości po wypadku, jakiego doznał w czasie swojej wyprawy do Antarktyki. Usypany z białych kwarcytów kopczyk zwieńczono czekanem, na którym wyryto napis "Stanislaw Baranowski Memory". W tym czasie, po uzgodnieniach z prof. Alfredem Jahnem i władzami Uniwersytetu Wrocławskiego, stacji nadano oficjalną nazwę Stacja Polarna im. Stanisława Baranowskiego Uniwersytetu Wrocławskiego na Spitsbergenie.
W kolejnych latach stacja nabrała ostatecznej formy. W 1979 r. uczestnicy letniej wyprawy wrocławskiej: Jerzy Pereyma, Janusz Kida, Andrzej Karkowski, Mieczysław Sobik, Henryk Chmal i Jacek Chachaj przy pomocy "złotej rączki" Krzysztofa Szelesta przebudowała dach, nadając mu dwuspadową formę, ociepliła styropianem ściany i podłogi, od wewnątrz zabudowała boazerią i uszczelniła. Stacja zyskała 4–6 dodatkowych miejsc noclegowych i umożliwiała już schronienie także w porze zimowej. W 1980 r. wyprawa wrocławska w składzie Jerzy Cegła Janusz Kida, Anna Szczepankiewicz-Szmyrka, Magdalena Morawska-Jacewicz, Bogusław Horwath oraz Leszek Szerszeń i Tadeusz Chodak dobudowała jeszcze przedsionek. Podczas kolejnych wypraw w latach 80. i 90. XX w. prowadzono bieżące remonty. Od 1983 r. w stacji rozpoczęli działalność naukowcy z Uniwersytetu Śląskiego, współpracujący z naukowcami z Uniwersytetu Wrocławskiego. W 1985 r. stacja gościła uczestników wspólnej wyprawy badawczej Uniwersytetu Wrocławskiego i Uniwersytetu w Brnie.

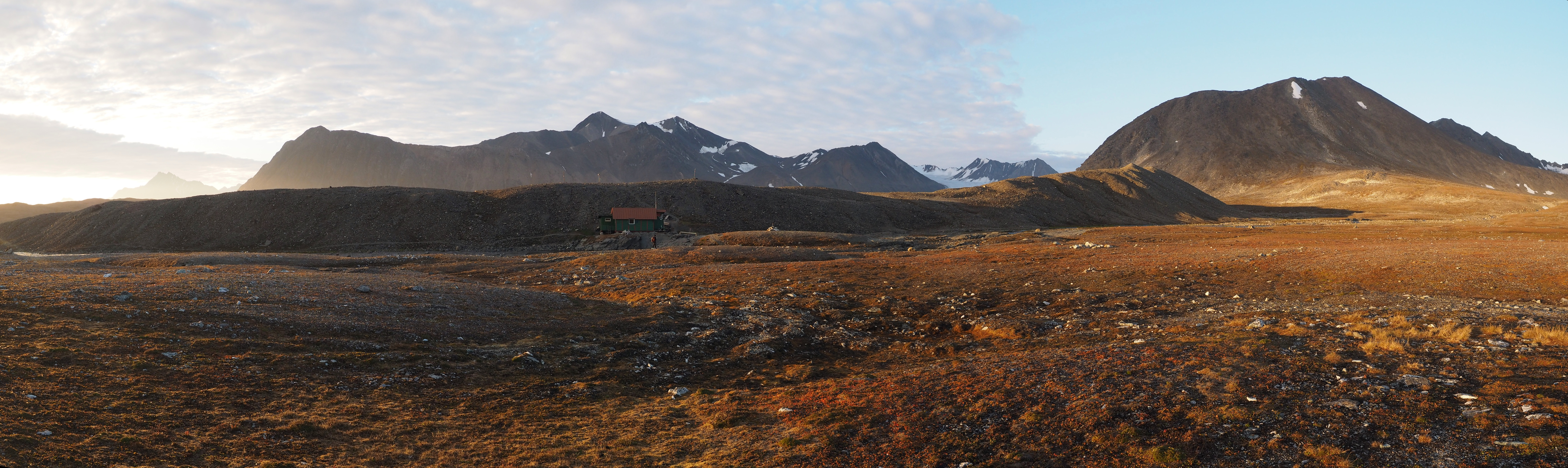
Okolice Stacji Polarnej im. Stanisława Baranowskiego na Spitsbergenie w promieniach sierpniowego Słońca

Po śmierci Stanisława Baranowskiego, naturalnego lidera wrocławskich wypraw oraz w obliczu utrudnień natury formalnej i organizacyjnej, działalność ośrodka wrocławskiego na Spitsbergenie w latach 90. XX osłabła. W tym czasie stacja była wykorzystywana m.in. przez aktywnie działającą grupę glacjospeleologiczną Josepha Řeháka (Pepę). Grupa ta w efektywny sposób przyczyniła się do modernizacji budynku. Został on podniesiony i ustawiony na betonowych podporach, co zapobiega podmywaniu podłogi podczas największych wezbrań Brattegg. Wykorzystując materiały budowlane zakupione przez Uniwersytet Wrocławski grupa czeska pokryła dach blachą, malując na czerwono, naprawiła podłogę i wprowadziła wiele innych udoskonaleń w stacji.
Kolejna seria wypraw Uniwersytetu Wrocławskiego, zapoczątkowana w 2000 r. i trwająca do dzisiaj, prowadziła dalsze prace remontowe. W ostatnich latach opiekę nad technicznym stanem obiektu pełni Piotr Modzel. W roku 2015 usunięto z okolic stacji i wywieziono stertę złomu zalegającą na szczycie moreny bocznej, pozostałą po aktywności badawczej ostatnich dziesięcioleci. W 2016 r. rozebrano też chylący się ku upadkowi budynek agregatorni, naprawiono podłogę, wstawiono nowe okna wraz z okiennicami, zmieniono okablowanie elektryczne i dokonano przemeblowania pomieszczeń stacji. W 2017 r. grupa letnia pod kierownictwem Marka Kasprzaka dokonała przełożenia muru oporowego chroniącego budynek przed osuwaniem materiału morenowego.

## Administracja stacji

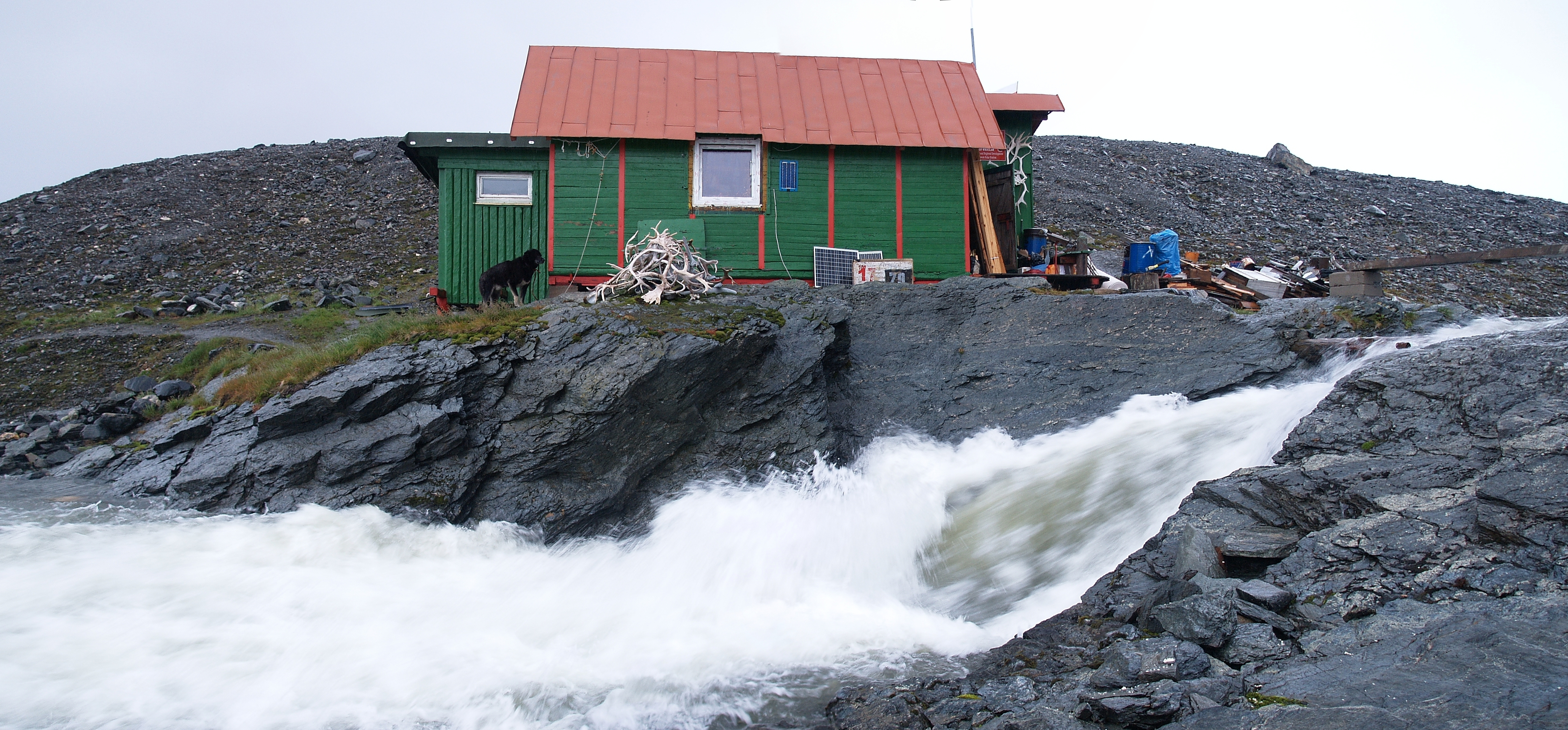
Baranówka nad wezbranymi wodami rzeki Brattegg, sierpień 2012 r.

Stacja Polarna im. Stanisława Baranowskiego Uniwersytetu Wrocławskiego na Spitsbergenie jest własnością Uniwersytetu Wrocławskiego i pozostaje pod zarządem dyrekcji Instytutu Geografii i Rozwoju Regionalnego (IGRR) Uniwersytetu Wrocławskiego.
Od 2017 r. kierownikiem stacji jest dr hab. Mateusz Strzelecki z Zakładu Geomorfologii IGRR UWr.

## Witryna internetowa stacji
Stacja Polarna im. Stanisława Baranowskiego Uniwersytetu Wrocławskiego na Spitsbergenie posiada witrynę internetową, na której można znaleźć podstawowe informacje dotyczące jej funkcjonowania. Administratorem strony jest Andrzej Traczyk z Zakładu Geomorfologii IGRR UWr. Link do strony internetowej: http://polar.geom.uni.wroc.pl/?Baran%C3%B3wka